# مايكل بول

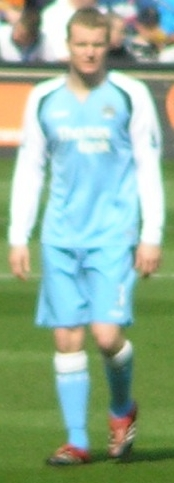
مايكل بول

مايكل جون بول (بالإنجليزية: Michael Ball)‏، من مواليد 2 أكتوبر 1979 في ليفربول في إنجلترا، لاعب كرة قدم إنجليزي.
بدأ مسيرته الكروية مع نادي إيفرتون في عام 1996، ولعب معهم حتى عام 2001، وشارك معهم في 121 مباراة وسجل 8 أهداف، وفي عام 2001 انتقل إلى نادي رينجرز الإسكتلندي، ولعب معهم حتى عام 2005، وشارك معهم في 57 مباراة وسجل هدف واحد، وفي عام 2005 انتقل إلى نادي بي أس في آيندهوفن الهولندي، ولعب معهم حتى عام 2007، وشارك معهم في 12 مباراة، ومنذ عام 2007 وهو يلعب مع نادي مانشستر سيتي.
و قد بدأ باللعب مع منتخب إنجلترا لكرة القدم في عام 2001.

## مسيرته الكروية
لعب مايكل بول خلال مسيرته الاحترافية مع 4 أندية في أربعة عشر موسمًا وسجل خلالها 9 أهداف ضمن 237 مباراة. حيث فاز في موسمين بالكأس وفي ثلاثة مواسم بالدوري.
خاض مايكل بول مسيرته مع نادي إيفرتون في موسم 1996–97 ليلعب معه خمسة مواسم، مشاركًا في 121 مباراة سجل خلالها 8 أهداف. ثم انتقل إلى نادي رينجرز في موسم 2001–02 ليلعب معه خمسة مواسم، حيث شارك في 56 مباراة سجل خلالها هدفًا واحدًا. لينتقل بعدها إلى نادي آيندهوفن في موسم 2005–06 لمدة موسم واحد، مشاركًا في 12 مباراة ولم يسجل أي هدف. ثم انتقل إلى نادي مانشستر سيتي في موسم 2006–07 واستمر معه طيلة ثلاثة مواسم، مشاركًا في 48 مباراة ولم يسجل أي هدف أيضًا.

## روابط خارجية
- مايكل بول على موقع الاتحاد الأوربي (الإنجليزية)
- مايكل بول على موقع قاعدة بيانات كرة القدم.إي يو (الإنجليزية)
- مايكل بول على موقع ناشيونال فوتبول تيمز (الإنجليزية)
- مايكل بول على موقع Soccerbase.com (لاعب) (الإنجليزية)
- مايكل بول على موقع عالم كرة القدم.نت (الإنجليزية)